# South Dum Dum
South Dum Dum (Bengalisch: দক্ষিণ দমদম, South Dam Dam) ist eine Stadt im indischen Bundesstaat Westbengalen mit rund 403.000 Einwohnern (Volkszählung 2011). Sie liegt im Distrikt Uttar 24 Pargana und ist Teil der Agglomeration Kolkata.

## Geschichte
Die Gemeinde South Dum Dum wurde 1870 gegründet. Der Name leitet sich von einer Waffenkammer der Briten ab mit dem Namen Dum Dum Arsenal.
Die Stadt erlebte ein starkes Bevölkerungswachstum, als sie bei der Teilung Indiens 1947 von einer Flüchtlingswelle aus dem damaligen Ostpakistan überrollt wurde.

## Bevölkerung
Offizielle Bevölkerungsstatistiken werden erst seit 1991 geführt und regelmäßig veröffentlicht; für South Dum Dum gibt es jedoch auch älteres Zahlenmaterial. Der starke Anstieg der städtischen Bevölkerungszahlen beruht im Wesentlichen auf der Zuwanderung von Familien aus ländlichen Regionen.
| Jahr      | 1901   | 1951   | 1981    | 1991    | 2001    | 2011    |
| Einwohner | 10.904 | 61.391 | 230.266 | 232.811 | 392.444 | 403.316 |

South Dum Dum hat ein Geschlechterverhältnis von 995 Frauen pro 1000 Männer und damit einen für Indien häufigen Männerüberschuss. Die Stadt hatte 2011 eine Alphabetisierungsrate von 92,09 % (Männer: 94,25 %, Frauen: 89,92 %).  Die Alphabetisierung liegt damit weit über dem nationalen Durchschnitt und dem von Westbengalen. Knapp 95,7 % der Bevölkerung sind Hindus, ca. 2,5 % sind Muslime, ca. 0,8 % sind Christen, ca. 0,5 % sind Jainas, je ca. 0,2 % sind Sikhs und Buddhisten und ca. 0,1 % gaben keine Religionszugehörigkeit an oder praktizierten andere Religionen. 7,1 % der Bevölkerung sind Kinder unter 6 Jahre.

## Infrastruktur
Die Stadt ist über die Eisenbahn und die Metro Kolkata mit der Innenstadt von Kolkata verbunden.